# روتنکلمپنوو
روتنکلمپنوو (به آلمانی: Rothenklempenow) یک شهر در آلمان است که در فرپومرن-گرایفسوالد واقع شده‌است. روتنکلمپنوو ۶۳۱ نفر جمعیت دارد.